# Simon Recordon
Pour les articles homonymes, voir Recordon.
Simon Recordon, né le 20 août 1750 à Sampans (Jura), mort le 27 décembre 1828 à Paris, est un général de brigade de la Révolution française.

## États de service
Fils de Pierre Recordon et de Marguerite Despilliers, il entre en service le 21 juillet 1768, au régiment des Gardes françaises, et il obtient son congé le 1er juillet 1776, avec le grade de caporal. 
Le 14 juillet 1789, il est élu commandant en second du bataillon de Saint-Martin, avec lequel il prend part à l’assaut sur la Bastille, et le 7 août 1792, il commande celui des Gravilliers. Le 31 mai 1793, il devient l’adjoint d’Hanriot, en qualité de commandant en second de la force armée de Paris. Le 1er juillet 1793, il obtient son brevet de capitaine au 13e régiment de chasseurs à cheval, et il est nommé successivement chef d’escadron le 3 juillet, puis adjudant-général chef de brigade le 5 juillet 1793.
Il est promu général de brigade le 5 octobre 1793, avec effet rétroactif au 19 septembre 1793, et il est affecté le 30 mai 1794, dans la 17e division militaire à Fontainebleau, en tant que commandant du département de Seine-et-Marne. Le 6 septembre 1794, il est démis de ses fonctions et renvoyé de l’armée, puis le 5 octobre 1794, la décision est annulée mais sans réintégration dans le service actif. Il est admis au traitement de réforme le 6 avril 1798.
Il meurt le 27 décembre 1828, à Paris.

## Sources
- (en) « Generals Who Served in the French Army during the Period 1789 - 1814: Eberle to Exelmans »
- (pl) « Napoléon.org.pl »
- Côte S.H.A.T.: 8 YD 295
- Michel Vovelle, Paris et la Révolution, La Sorbonne, 1989, p. 155.
- Étienne Charavay, Assemblée électorale de Paris, 2 septembre 1792 - 17 frimaire an II, Maison Quantin, Paris, 1903, p. 44.
- Georges Six, Dictionnaire biographique des généraux & amiraux français de la Révolution et de l'Empire (1792-1814), Paris : Librairie G. Saffroy, 1934, 2 vol., p. 350